# Timofei Ksenidis
Timofei Ksenidis (gr. Τιμοφέι Ξενίδης; ur. 11 czerwca 1992) – grecki zapaśnik walczący w stylu wolnym. Zajął osiemnaste miejsce na mistrzostwach świata w 2014 i 2017. Ósmy na mistrzostwach Europy w 2017. Czternasty na igrzyskach europejskich w 2015. Brązowy medalista igrzysk śródziemnomorskich w 2013. Wicemistrz śródziemnomorski w 2012 i 2015. Trzeci na MŚ juniorów w 2013 roku.